# Michael Viktor Schwarz
Michael Viktor Schwarz (* 9. Dezember 1956 in Heilbronn) ist ein deutscher Kunsthistoriker und Hochschullehrer.

## Leben
Michael Viktor Schwarz wurde 1983 an der Universität Mainz promoviert. Nach kurzer Assistentenzeit an der Universität Freiburg erhielt er ein Forschungsstipendium der Bibliotheca Hertziana (Max-Planck Institut für Kunstgeschichte) in Rom. 1991 habilitierte er sich an der Albert-Ludwigs-Universität Freiburg. Von 1992 bis 1998 war Schwarz Professor an der Universität Trier. 1998 übernahm er einen neu geschaffenen Lehrstuhl an der Technischen Universität Dresden, wechselte aber noch im selben Jahr an die Universität Wien, wo er als Ordinarius die Nachfolge von Gerhard Schmidt antrat. Schwarz ist pensioniert.
Anlässlich der 150-Jahr-Feier des Wiener Instituts für Kunstgeschichte konzipierte Schwarz 2002 eine internationale Tagung, welche Positionen der traditionsreichen "Wiener Schule der Kunstgeschichte" in Vergangenheit und Gegenwart beleuchtete. Als Institutsvorstand (2000–2004) hat er die Gründung einer Bilddatenbank forciert, die 2005 unter dem Namen "UNIDAM" ans Netz ging und inzwischen zu den größten kunsthistorischen Datenbanken gehört. Während seiner Amtszeit als Dekan der Historisch-Kulturwissenschaftlichen Fakultät (2006–2012) wurde die Einrichtung eines Lehrstuhls für Islamische Kunstgeschichte am Institut für Kunstgeschichte möglich.

## Arbeitsschwerpunkte
Michael Viktor Schwarz widmet seine Forschungs- und Lehrtätigkeit vor allem der Kunstgeschichte des Mittelalters diesseits wie jenseits der Alpen sowie der Funktion visueller Medien im Mittelalter und in der frühen Neuzeit. Besondere Schwerpunkte bilden die gotische Skulptur und das Werk des Malers Giotto di Bondone. In den letzten Jahren arbeitet Schwarz im Rahmen der Forschergruppe am Otto-Pächt-Archiv verstärkt über Buchmalerei. Methodologische Arbeiten gelten der Theorie des Stils und des vormodernen Bildes.

## Schriften

### Bücher
- Höfische Skulptur im 14. Jahrhundert. Entwicklungsphasen und Vermittlungswege im Vorfeld des Weichen Stils. Worms: Wernersche Verlagsgesellschaft, Worms 1986 (Dissertation).
- Philippe Soupault über Max Beckmann. Beckmann und der Surrealismus (Quellen zur Kunst), Rombach, Freiburg 1996.
- mit Birgit Schwarz: Dix und Beckmann. Stil als Option und Schicksal. Philipp von Zabern, Mainz 1996.
- Die Mosaiken des Baptisteriums in Florenz. Drei Studien zur Florentiner Kunstgeschichte, Böhlau, Köln 1997.
- Visuelle Medien im christlichen Kult. Fallstudien aus dem 13. bis 16. Jahrhundert, Böhlau, Wien 2002.
- mit Pia Theis: Giottus Pictor I: Giottos Leben. Mit einer Sammlung der Urkunden und Texte bis Vasari. Böhlau, Wien 2004.
- Giottus Pictor II: Giottos Werke (Mitarbeiterin: Michaela Zöschg), Böhlau, Wien 2008.
- Giotto, C. H. Beck, München 2009.

### Herausgeberschaft
- Grabmäler der Luxemburger. Image und Memoria eines Kaiserhauses, Luxemburg: Cludem 1997.
- mit Wilhelm Maier und Wolfgang Schmid: Grabmäler. Tendenzen der Forschung an Beispielen aus Mittelalter und früher Neuzeit. Gebrüder Mann, Berlin 2000.
- mit Heidrun Rosenberg: Wien 1365. Eine Universität entsteht, Ausstellungskatalog ÖNB, Brandstätter, Wien 2015.

### Aufsätze (Auswahl)
- Eine frühmittelalterliche Umgestaltung der Pantheon-Vorhalle, In: Römisches Jahrbuch der Bibliotheca Hertziana 26, 1990, S. 1–29.
- On the Construction of Reality and Imagery in Jan van Eyck and Woody Allen, In: Artibus et Historiae 49, 2004, S. 19–31.
- Übermalungen und Remakes: Stil als Medium, in: Stilfragen zur Kunst des Mittelalters. Reimer, Berlin 2006, S. 187–204.
- Poesia e verità: una biographia critica di Giotto, in: Giotto e il Trecento: "Il più Sovrano Maestro stato in dipintura". Ausstellungskatalog Rom. Skira, Mailand 2009, S. 9–29.
- Padua, its Arena and the Arena Chapel: a liturgical ensemble, in: Journal of the Warburg and Courtauld Institutes 10, 2010, S. 39–64.
- Goldgrund im Mittelalter: "Don't ask for the meaning, ask for the use!", in: Gold. Ausstellungskatalog Wien, Belvedere. Hirmer, München 2011, S. 29–37.
- Figure of Memory and Figure of the Past. Giotto´s Double Life - With a Side-Glance at Joseph Beuys, in: Studies of Art History 46: "The Challenges of Biographical Research in Art History of Today", Helsinki 2013, S. 14–23.
- Ubi Pictor ibi Roma: local colour and modern form in Stefaneschi's Codice di San Giorgio, in: Wege zum illuminierten Buch. Herstellungsbedingungen für Buchmalerei in Mittelalter und früher Neuzeit. Böhlau, Wien, Köln, Weimar 2014, S. 105–124.